# روبرت إف. فولي
روبرت إف. فولي (بالإنجليزية: Robert F. Foley)‏ هو عسكري أمريكي، ولد في 30 مايو 1941 في نيوتن في الولايات المتحدة.